# Šime Perić
Šime Perić (Antofagasta, 10. ožujka 1920. – Zagreb, 14. kolovoza 2019.) bio je hrvatski slikar. Rođen je u Čileu, u obitelji hrvatskih iseljenika s Brača. Studirao je slikarstvo na École des beaux-arts u Parizu te diplomirao 1952. na Akademiji primijenjenih umjetnosti u Beogradu.
Bio je suradnik majstorske radionice Krste Hegedušića (1952. – 1957.), te je radio kao profesor na Akademiji likovnih umjetnosti u Zagrebu (1969. – 1984.). Bio je član skupine Mart (1957.) i galerije Forum u Zagrebu. U početku je slikao intimističke prizore dubokih kolorističkih naslaga, potom se pak priklonio enformelu (Kompozicija III, 1961.). Bio je pionir akcijskog slikarstva u Hrvatskoj te je među prvima koristio kapanje i prolijevanje boje. Radio je i skulpture.
Dobitnik je Nagrade »Vladimir Nazor« za životno djelo (1989.).